# Bohumil Laušman
Bohumil Laušman (* 30. August 1903 in Schumberg, Österreich-Ungarn, heute: Pardubický kraj, Tschechien; † 9. Mai 1963 in Prag) war ein Politiker der Tschechischen Sozialdemokratischen Partei ČSSD (Česká strana sociálně demokratická), der unter anderem mehrmals Minister sowie zeitweise stellvertretender Ministerpräsident war. Nach Verhaftungen in seiner Familie durch das kommunistische Regime flüchtete er nach Österreich. 1953 wurde er jedoch durch den tschechoslowakischen Geheimdienst entführt und 1957 zu einer langen Freiheitsstrafe verurteilt.

## Leben

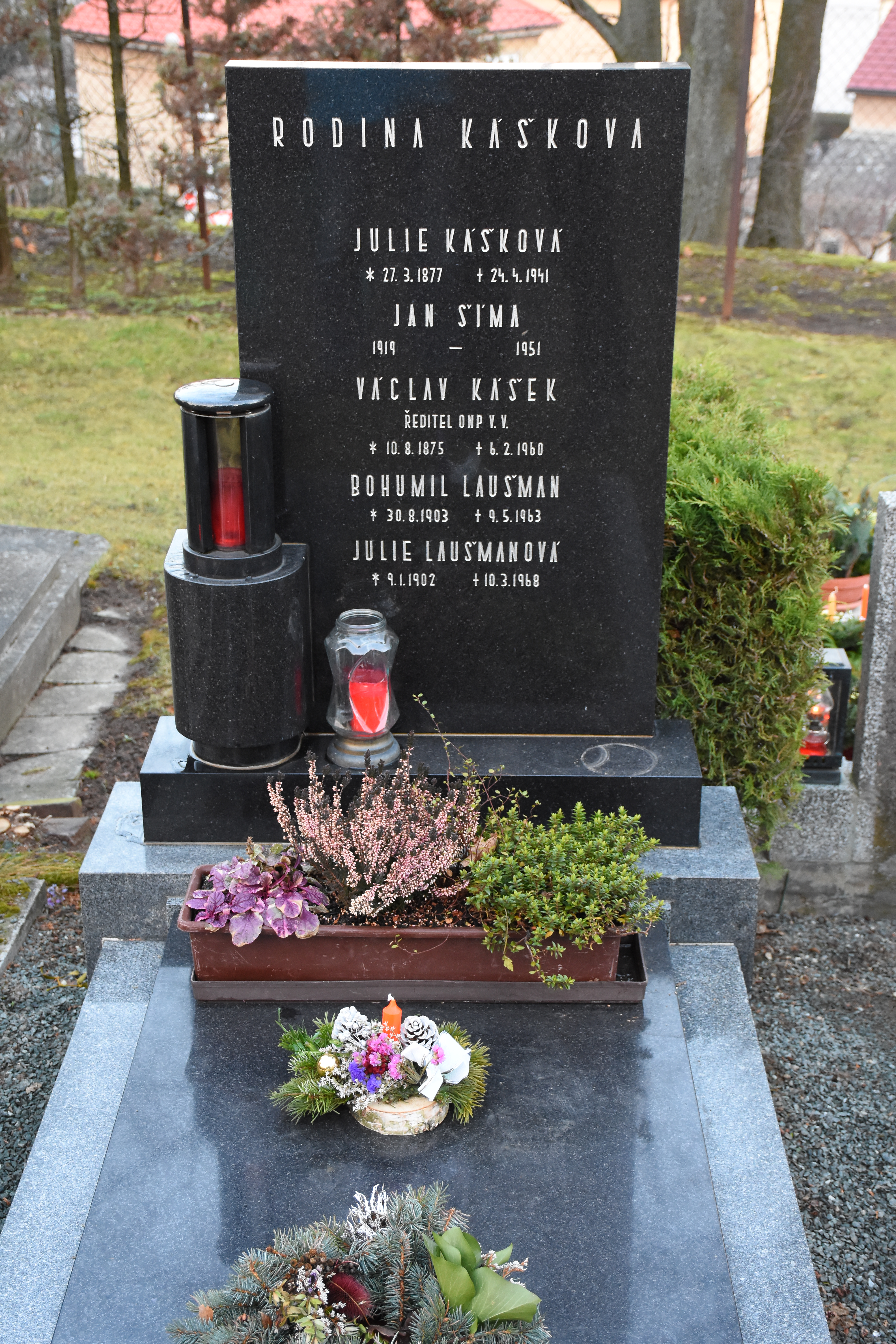
Grabstätte von Bohumil Laušman in Chrudim

Bohumil Laušman war zunächst Angestellter einer Bank und trat der 1878 gegründeten Tschechischen Sozialdemokratischen Partei ČSSD (Česká strana sociálně demokratická) als Mitglied bei. Für diese wurde er am 19. Mai 1935 Mitglied der Nationalversammlung (Národní shromáždění) und gehörte dieser bis zum 21. März 1939 an. Während dieser Zeit fungierte er zwischen 1938 und 1939 auch als Generalsekretär der kurzlebigen Nationalen Arbeiterpartei NSP (Národní strana práce) und emigrierte zu Beginn des Zweiten Weltkrieges 1939 zunächst nach Frankreich sowie später ins Vereinigte Königreich. Er war zwischen 1940 und 1945 aktives Mitglied des Tschechoslowakischen Nationalrates in London und wurde nach seiner Rückkehr im Herbst 1944 Vertreter der ČSSD und arbeitete in Banská Bystrica in der Exilregierung für Angelegenheiten der befreiten Gebiete mit. Er blieb nach dem slowakischen Nationalaufstand im Oktober 1944 in den Bergen der Niederen Tatra und wurde Mitglied des Militärrats des Hauptstabes der Guerilla-Bewegung in der Tschechoslowakei. Im März 1945 nahm er in Moskau an einem Treffen über die Zusammensetzung und das Programm der Regierung der Nationalen Front (Národní fronta Čechů a Slováků) teil.
Am 5. April 1945 wurde Laušman zum Industrieminister in der Regierung Zdeněk Fierlinger I und Ehrenbürger von Svratka. Am 21. Oktober 1945 erfolgte seine Wahl zum Mitglied der Interims-Nationalversammlung (Prozatímní Národní shromáždění) und Mitglied des Präsidiums der ČSSD. Er fungierte vom 6. November 1945 bis zum 2. Juli 1946 auch in der Regierung Zdeněk Fierlinger II als Industrieminister. Trotz seiner engen Beziehungen zu Ministerpräsident Zdeněk Fierlinger gehörte er zum rechten Flügel innerhalb der Tschechischen Sozialdemokratischen Partei. Er war zwischen dem 26. Mai 1946 und dem 29. Mai 1948 Mitglied der Konstituierenden Nationalversammlung (Ústavodárné Národní shromáždění) und wurde nach der Wahl am 2. Juli 1946 auch Industrieminister in der Regierung Klement Gottwald I. Am 16. November 1947 unternahm die Sozialdemokratische Partei auf ihrem Kongress in Brünn einen Schritt in Richtung größerer Unabhängigkeit von der Kommunistischen Partei KSČ (Komunistická strana Československa) und wählte ihn als Nachfolger von Zdeněk Fierlinger zum Vorsitzenden sowie Generalsekretär der ČSSD. Daraufhin wurde er als Industrieminister am 25. November 1947 von Ludmila Jankovcová abgelöst.
Im Februar 1948 kam es in seinem Haus zu einem Treffen von Ministern, die aus Protest gegen die Kommunisierung der Polizei zurückgetreten waren, auf dem er vergeblich zu vermitteln versuchte. Dabei kritisierte Bohumil Laušman sowohl die nicht-kommunistischen Minister als auch die Maßnahmen der Kommunisten. Am 25. Februar 1948 wurde er Stellvertretender Ministerpräsident in der Regierung Klement Gottwald II und konnte die schärfsten Kritiker der Kommunisten innerhalb der Sozialdemokratischen Partei entmachten. Allerdings wurde er im März 1948 selbst als Vorsitzender der ČSSD abgesetzt und durch Blažej Vilím abgelöst. Am 15. Juni 1948 verlor er sein Amt als Stellvertretender Ministerpräsident und wurde Direktor der Slowakischen Elektrizitätswerke in Bratislava. 1949 begab er sich ins Exil nach Jugoslawien und von dort aus nach Österreich, wo er Mitarbeiter der tschechoslowakischen Sektion von Radio Free Europe war. Im Dezember 1953 wurde er dort von Agenten der Staatsseicherheitsbehörde StB (Státní bezpečnost) sowie des sowjetischen KGB entführt und nach mehrjähriger Untersuchungshaft 1957 zu einer Freiheitsstrafe von 17 Jahren verurteilt. Sechs Jahre später starb er während der Haft.

## Veröffentlichungen
- Pravda o Slovenském národním povstání (1951)
- Kdo byl vinen (1953)